# Asota semipars
Asota semipars är en fjärilsart som beskrevs av Pieter Cornelius Tobias Snellen 1896. Asota semipars ingår i släktet Asota och familjen nattflyn. Inga underarter finns listade i Catalogue of Life.